# جيمس بورين
جيمس بورين هو صحفي ودبلوماسي وسياسي أمريكي، ولد في 10 ديسمبر 1925، وتوفي في 24 أبريل 2010.